# Lista de filme Van Beuren Studios
Aceasta este lista completă a filmelor de animație produse de Van Beuren Studios între 1921 și 1936. Studioul este cunoscut ca Aesop's Fables Studio între anii 1921-1929. Steluța (*) indică faptul că data premierei este neconfirmată oficial.

## 1921
| Nr. | Titlu                              | Regia      | Data premierei     | Seria               | Observații                                                                                                 |
| --- | ---------------------------------- | ---------- | ------------------ | ------------------- | --- |
| 1   | The Bear and the Bees              | Paul Terry | 8 mai 1921*        | Aesop's Film Fables | Primul film Aesop's Film Fables Primul film regizat de Paul Terry Primul film distribuit de Pathé Exchange |
| 2   | Hare and Frogs                     | Paul Terry | 15 mai 1921*       | Aesop's Film Fables | |
| 3   | A Cat's Life                       | Paul Terry | 22 mai 1921*       | Aesop's Film Fables | Primul film cu Farmer Al Falfa                                                                             |
| 4   | Day at the Park                    | Paul Terry | 29 mai 1921*       | Aesop's Film Fables | Farmer Al Falfa                                                                                            |
| 5   | Wonders of the Deep                | Paul Terry | 5 iunie 1921*      | Aesop's Film Fables | Farmer Al Falfa                                                                                            |
| 6   | The Lioness and the Bugs           | Paul Terry | 12 iunie 1921      | Aesop's Film Fables | |
| 7   | The Goose That Laid the Golden Egg | Paul Terry | 19 iunie 1921      | Aesop's Film Fables | |
| 8   | Mice in Council                    | Paul Terry | 26 iunie 1921      | Aesop's Film Fables | |
| 9   | The Rooster and the Eagle          | Paul Terry | 3 iulie 1921       | Aesop's Film Fables | |
| 10  | The Ants and the Grasshopper       | Paul Terry | 10 iulie 1921      | Aesop's Film Fables | |
| 11  | Cats at Law                        | Paul Terry | 17 iulie 1921      | Aesop's Film Fables | |
| 12  | The Country Mouse                  | Paul Terry | 31 iulie 1921      | Aesop's Film Fables | |
| 13  | The Cat and the Canary             | Paul Terry | 7 august 1921      | Aesop's Film Fables | |
| 14  | The Fox and the Crow               | Paul Terry | 14 august 1921     | Aesop's Film Fables | |
| 15  | The Donkey in Lion's Skin          | Paul Terry | 21 august 1921     | Aesop's Film Fables | |
| 16  | Mice at War                        | Paul Terry | 28 august 1921     | Aesop's Film Fables | |
| 17  | The Fashionable Fox                | Paul Terry | 11 septembrie 1921 | Aesop's Film Fables | |
| 18  | The Hermit and the Bear            | Paul Terry | 18 septembrie 1921 | Aesop's Film Fables | |
| 19  | The Hare and the Tortoise          | Paul Terry | 25 septembrie 1921 | Aesop's Film Fables | |
| 20  | The Wolf and the Crane             | Paul Terry | 2 octombrie 1921   | Aesop's Film Fables | |
| 21  | Venus and the Cat                  | Paul Terry | 9 octombrie 1921   | Aesop's Film Fables | |
| 22  | The Frog and the Ox                | Paul Terry | 16 octombrie 1921  | Aesop's Film Fables | |
| 23  | The Dog and the Bone               | Paul Terry | 23 octombrie 1921  | Aesop's Film Fables | |
| 24  | The Cat and the Monkey             | Paul Terry | 30 octombrie 1921  | Aesop's Film Fables | |
| 25  | The Fox and the Goat               | Paul Terry | 6 noiembrie 1921   | Aesop's Film Fables | |
| 26  | The Owl and the Grasshopper        | Paul Terry | 13 noiembrie 1921  | Aesop's Film Fables | |
| 27  | The Woman and the Hen              | Paul Terry | 20 noiembrie 1921  | Aesop's Film Fables | |
| 28  | The Frogs That Wanted a King       | Paul Terry | 27 noiembrie 1921  | Aesop's Film Fables | |
| 29  | The Fly and the Ant                | Paul Terry | 4 decembrie 1921   | Aesop's Film Fables | |
| 30  | The Conceited Donkey               | Paul Terry | 11 decembrie 1921  | Aesop's Film Fables | |
| 31  | Cat and Mice                       | Paul Terry | 13 decembrie 1921  | Aesop's Film Fables | |
| 32  | The Wolf and the Kid               | Paul Terry | 18 decembrie 1921  | Aesop's Film Fables | |
| 33  | The Wayward Dog                    | Paul Terry | 25 decembrie 1921  | Aesop's Film Fables | |

## 1922
| Nr. | Titlu                              | Regia      | Data premierei     | Seria               | Observații      |
| --- | ---------------------------------- | ---------- | ------------------ | ------------------- | --------------- |
| 34  | The Dog and the Mosquito           | Paul Terry | 8 ianuarie 1922    | Aesop's Film Fables |                 |
| 35  | The Dog and the Flea               | Paul Terry | 15 ianuarie 1922   | Aesop's Film Fables |                 |
| 36  | The Miller and the Donkey          | Paul Terry | 29 ianuarie 1922   | Aesop's Film Fables |                 |
| 37  | The Fox and the Grapes             | Paul Terry | 5 februarie 1922   | Aesop's Film Fables |                 |
| 38  | The Villain in Disguise            | Paul Terry | 12 februarie 1922  | Aesop's Film Fables |                 |
| 39  | The Dog and the Thief              | Paul Terry | 19 februarie 1922  | Aesop's Film Fables |                 |
| 40  | The Cat and the Swordfish          | Paul Terry | 26 februarie 1922  | Aesop's Film Fables |                 |
| 41  | The Tiger and the Donkey           | Paul Terry | 5 martie 1922      | Aesop's Film Fables |                 |
| 42  | The Spendthrift                    | Paul Terry | 12 martie 1922     | Aesop's Film Fables |                 |
| 43  | The Farmer and the Ostrich         | Paul Terry | 19 martie 1922     | Aesop's Film Fables | Farmer Al Falfa |
| 44  | The Dissatisfied Cobbler           | Paul Terry | 26 martie 1922     | Aesop's Film Fables |                 |
| 45  | The Lion and the Mouse             | Paul Terry | 2 aprilie 1922     | Aesop's Film Fables |                 |
| 46  | The Rich Cat and the Poor Cat      | Paul Terry | 9 aprilie 1922     | Aesop's Film Fables |                 |
| 47  | The Wolf in Sheep's Clothing       | Paul Terry | 16 aprilie 1922    | Aesop's Film Fables |                 |
| 48  | The Wicked Cat                     | Paul Terry | 23 aprilie 1922    | Aesop's Film Fables |                 |
| 49  | The Boy and His Dog                | Paul Terry | 30 aprilie 1922    | Aesop's Film Fables |                 |
| 50  | The Eternal Triangle               | Paul Terry | 7 mai 1922         | Aesop's Film Fables |                 |
| 51  | The Model Dairy                    | Paul Terry | 14 mai 1922        | Aesop's Film Fables |                 |
| 52  | Love at First Sight                | Paul Terry | 21 mai 1922        | Aesop's Film Fables |                 |
| 53  | The Hunter and His Dog             | Paul Terry | 28 mai 1922        | Aesop's Film Fables |                 |
| 54  | The Dog and the Wolves             | Paul Terry | 4 iunie 1922       | Aesop's Film Fables |                 |
| 55  | The Maid and the Millionaire       | Paul Terry | 11 iunie 1922      | Aesop's Film Fables |                 |
| 56  | The Farmer and His Cat             | Paul Terry | 18 iunie 1922      | Aesop's Film Fables | Farmer Al Falfa |
| 57  | The Cat and the Pig                | Paul Terry | 25 iunie 1922      | Aesop's Film Fables |                 |
| 58  | The Country Mouse and the City Cat | Paul Terry | 2 iulie 1922       | Aesop's Film Fables |                 |
| 59  | Crime in a Big City                | Paul Terry | 9 iulie 1922       | Aesop's Film Fables |                 |
| 60  | Brewing Trouble                    | Paul Terry | 16 iulie 1922      | Aesop's Film Fables |                 |
| 61  | The Mischievous Cat                | Paul Terry | 23 iulie 1922      | Aesop's Film Fables |                 |
| 62  | The Worm That Turned               | Paul Terry | 30 iulie 1922      | Aesop's Film Fables |                 |
| 63  | The Boastful Cat                   | Paul Terry | 6 august 1922      | Aesop's Film Fables |                 |
| 64  | The Dog and the Fish               | Paul Terry | 13 august 1922     | Aesop's Film Fables |                 |
| 65  | The Farmer and the Mice            | Paul Terry | 20 august 1922     | Aesop's Film Fables | Farmer Al Falfa |
| 66  | The Mechanical Horse               | Paul Terry | 27 august 1922     | Aesop's Film Fables |                 |
| 67  | Fearless Fido                      | Paul Terry | 3 septembrie 1922  | Aesop's Film Fables |                 |
| 68  | The Boy and the Bear               | Paul Terry | 10 septembrie 1922 | Aesop's Film Fables |                 |
| 69  | The Two Explorers                  | Paul Terry | 17 septembrie 1922 | Aesop's Film Fables |                 |
| 70  | Two Slick Traders                  | Paul Terry | 24 septembrie 1922 | Aesop's Film Fables |                 |
| 71  | The Big Flood                      | Paul Terry | 1 octombrie 1922   | Aesop's Film Fables |                 |
| 72  | The Hated Rivals                   | Paul Terry | 8 octombrie 1922   | Aesop's Film Fables |                 |
| 73  | The Rolling Stone                  | Paul Terry | 9 octombrie 1922   | Aesop's Film Fables |                 |
| 74  | Two of a Trade                     | Paul Terry | 15 octombrie 1922  | Aesop's Film Fables | Farmer Al Falfa |
| 75  | The Romantic Mouse                 | Paul Terry | 22 octombrie 1922  | Aesop's Film Fables |                 |
| 76  | Henpecked Henry                    | Paul Terry | 29 octombrie 1922  | Aesop's Film Fables |                 |
| 77  | The Elephant's Trunk               | Paul Terry | 5 noiembrie 1922   | Aesop's Film Fables |                 |
| 78  | The Enchanted Fiddle               | Paul Terry | 12 noiembrie 1922  | Aesop's Film Fables |                 |
| 79  | The Fortune Hunters                | Paul Terry | 26 noiembrie 1922  | Aesop's Film Fables |                 |
| 80  | Friday the 13th                    | Paul Terry | 3 decembrie 1922   | Aesop's Film Fables |                 |
| 81  | The Man Who Laughed                | Paul Terry | 10 decembrie 1922  | Aesop's Film Fables |                 |
| 82  | Henry's Busted Romance             | Paul Terry | 17 decembrie 1922  | Aesop's Film Fables |                 |
| 83  | The Dog's Paradise                 | Paul Terry | 24 decembrie 1922  | Aesop's Film Fables |                 |
| 84  | Two Trappers                       | Paul Terry | 24 decembrie 1922  | Aesop's Film Fables |                 |
| 85  | Chemistry Lesson                   | Paul Terry | 29 decembrie 1922  | Aesop's Film Fables | Farmer Al Falfa |

## 1923
| Nr. | Titlu                        | Regia      | Data premierei     | Seria               | Observații      |
| --- | ---------------------------- | ---------- | ------------------ | ------------------- | --------------- |
| 86  | The Frog and the Catfish     | Paul Terry | 7 ianuarie 1923    | Aesop's Film Fables |                 |
| 87  | A Stone Age Romeo            | Paul Terry | 14 ianuarie 1923   | Aesop's Film Fables |                 |
| 88  | Cheating the Cheater         | Paul Terry | 21 ianuarie 1923   | Aesop's Film Fables |                 |
| 89  | A Fisherman's Jinx           | Paul Terry | 28 ianuarie 1923   | Aesop's Film Fables |                 |
| 90  | A Raisin and a Cake of Yeast | Paul Terry | 4 februarie 1923   | Aesop's Film Fables |                 |
| 91  | The Gliders                  | Paul Terry | 11 februarie 1923  | Aesop's Film Fables |                 |
| 92  | Troubles on the Ark          | Paul Terry | 18 februarie 1923  | Aesop's Film Fables |                 |
| 93  | The Mysterious Hat           | Paul Terry | 25 februarie 1923  | Aesop's Film Fables |                 |
| 94  | The Spider and the Fly       | Paul Terry | 4 martie 1923      | Aesop's Film Fables |                 |
| 95  | The Traveling Salesman       | Paul Terry | 11 martie 1923     | Aesop's Film Fables | Farmer Al Falfa |
| 96  | The Sheik                    | Paul Terry | 18 martie 1923     | Aesop's Film Fables |                 |
| 97  | The Alley Cat                | Paul Terry | 25 martie 1923     | Aesop's Film Fables |                 |
| 98  | Farmer Al Falfa's Bride      | Paul Terry | 1 aprilie 1923     | Aesop's Film Fables | Farmer Al Falfa |
| 99  | Day by Day in Every Way      | Paul Terry | 8 aprilie 1923     | Aesop's Film Fables | Farmer Al Falfa |
| 100 | One Hard Pull                | Paul Terry | 15 aprilie 1923    | Aesop's Film Fables | Farmer Al Falfa |
| 101 | The Gamblers                 | Paul Terry | 22 aprilie 1923    | Aesop's Film Fables |                 |
| 102 | The Jolly Rounders           | Paul Terry | 29 aprilie 1923    | Aesop's Film Fables |                 |
| 103 | Pharaoh's Tomb               | Paul Terry | 6 mai 1923         | Aesop's Film Fables |                 |
| 104 | The Mouse Catcher            | Paul Terry | 13 mai 1923        | Aesop's Film Fables |                 |
| 105 | The Fish Story               | Paul Terry | 20 mai 1923        | Aesop's Film Fables |                 |
| 106 | Amateur Night on the Ark     | Paul Terry | 27 mai 1923        | Aesop's Film Fables | Farmer Al Falfa |
| 107 | Spooks                       | Paul Terry | 3 iunie 1923       | Aesop's Film Fables |                 |
| 108 | The Stork's Mistake          | Paul Terry | 10 iunie 1923      | Aesop's Film Fables |                 |
| 109 | Springtime                   | Paul Terry | 17 iunie 1923      | Aesop's Film Fables | Farmer Al Falfa |
| 110 | The Burglar Alarm            | Paul Terry | 24 iunie 1923      | Aesop's Film Fables |                 |
| 111 | The Beauty Parlor            | Paul Terry | 1 iulie 1923       | Aesop's Film Fables |                 |
| 112 | The Covered Pushcart         | Paul Terry | 8 iulie 1923       | Aesop's Film Fables |                 |
| 113 | Pace That Kills              | Paul Terry | 15 iulie 1923      | Aesop's Film Fables |                 |
| 114 | Mysteries of the Seas        | Paul Terry | 22 iulie 1923      | Aesop's Film Fables |                 |
| 115 | On the Air                   | Paul Terry | 29 iulie 1923*     | Aesop's Film Fables | Farmer Al Falfa |
| 116 | Nine of Spades               | Paul Terry | 2 august 1923      | Aesop's Film Fables |                 |
| 117 | Marathon Dancers             | Paul Terry | 5 august 1923      | Aesop's Film Fables | Farmer Al Falfa |
| 118 | Pearl Divers                 | Paul Terry | 12 august 1923     | Aesop's Film Fables |                 |
| 119 | The Bad Bandit               | Paul Terry | 19 august 1923     | Aesop's Film Fables |                 |
| 120 | Great Explorers              | Paul Terry | 26 august 1923     | Aesop's Film Fables |                 |
| 121 | The Cat That Failed          | Paul Terry | 2 septembrie 1923  | Aesop's Film Fables |                 |
| 122 | Walrus Hunters               | Paul Terry | 9 septembrie 1923  | Aesop's Film Fables |                 |
| 123 | The Cat's Revenge            | Paul Terry | 16 septembrie 1923 | Aesop's Film Fables |                 |
| 124 | Derby Day                    | Paul Terry | 23 septembrie 1923 | Aesop's Film Fables |                 |
| 125 | The Thoroughbred             | Paul Terry | 29 septembrie 1923 | Aesop's Film Fables |                 |
| 126 | Love in a Cottage            | Paul Terry | 30 septembrie 1923 | Aesop's Film Fables |                 |
| 127 | The Cat's Whiskers           | Paul Terry | 7 octombrie 1923   | Aesop's Film Fables |                 |
| 128 | The High Flyers              | Paul Terry | 14 octombrie 1923  | Aesop's Film Fables |                 |
| 129 | Aged in the Wood             | Paul Terry | 21 octombrie 1923  | Aesop's Film Fables |                 |
| 130 | The Circus                   | Paul Terry | 28 octombrie 1923  | Aesop's Film Fables |                 |
| 131 | A Barnyard Rodeo             | Paul Terry | 4 noiembrie 1923   | Aesop's Film Fables |                 |
| 132 | Do Women Pay?                | Paul Terry | 11 noiembrie 1923  | Aesop's Film Fables |                 |
| 133 | Farmer Al Falfa's Pet Cat    | Paul Terry | 18 noiembrie 1923  | Aesop's Film Fables | Farmer Al Falfa |
| 134 | Happy Go Luckies             | Paul Terry | 25 noiembrie 1923  | Aesop's Film Fables |                 |
| 135 | The Animal Aviators          | Paul Terry | 29 noiembrie 1923* | Aesop's Film Fables |                 |
| 136 | The Five Fifteen             | Paul Terry | 2 decembrie 1923   | Aesop's Film Fables |                 |
| 137 | A Dark Horse                 | Paul Terry | 9 decembrie 1923   | Aesop's Film Fables |                 |
| 138 | Wedding Bells                | Paul Terry | 13 decembrie 1923* | Aesop's Film Fables | Farmer Al Falfa |
| 139 | The Cat Came Back            | Paul Terry | 16 decembrie 1923  | Aesop's Film Fables |                 |
| 140 | Five Orphans of the Storm    | Paul Terry | 22 decembrie 1923  | Aesop's Film Fables |                 |
| 141 | The Good Old Days            | Paul Terry | 24 decembrie 1923  | Aesop's Film Fables |                 |
| 142 | The Best Man Wins            | Paul Terry | 30 decembrie 1923  | Aesop's Film Fables |                 |

## 1924
| Nr. | Titlu                      | Regia       | Data premierei     | Seria               | Observații                         |
| --- | -------------------------- | ----------- | ------------------ | ------------------- | ---------------------------------- |
| 143 | Animals Fair               | Paul Terry  | 13 ianuarie 1924   | Aesop's Film Fables |                                    |
| 144 | The Black Sheep            | Paul Terry  | 20 ianuarie 1924   | Aesop's Film Fables |                                    |
| 145 | The Morning After          | Paul Terry  | 27 ianuarie 1924   | Aesop's Film Fables |                                    |
| 146 | Rat's Revenge              | Paul Terry  | 3 februarie 1924   | Aesop's Film Fables |                                    |
| 147 | Good Old College Days      | Paul Terry  | 10 februarie 1924  | Aesop's Film Fables |                                    |
| 148 | Rural Romance              | Paul Terry  | 17 februarie 1924  | Aesop's Film Fables |                                    |
| 149 | Captain Kidder             | Paul Terry  | 24 februarie 1924  | Aesop's Film Fables |                                    |
| 150 | Herman the Great Mouse     | Paul Terry  | 2 martie 1924      | Aesop's Film Fables |                                    |
| 151 | All-Star Cast              | Paul Terry  | 9 martie 1924      | Aesop's Film Fables |                                    |
| 152 | Why Mice Leave Home        | Paul Terry  | 16 martie 1924     | Aesop's Film Fables |                                    |
| 153 | From Rags to Riches        | Paul Terry  | 23 martie 1924     | Aesop's Film Fables |                                    |
| 154 | The Champion               | Paul Terry  | 30 martie 1924     | Aesop's Film Fables |                                    |
| 155 | Running Wild               | Paul Terry  | 6 aprilie 1924     | Aesop's Film Fables |                                    |
| 156 | If Noah Lived Today        | Paul Terry  | 13 aprilie 1924    | Aesop's Film Fables |                                    |
| 157 | Trip to the Pole           | Paul Terry  | 20 aprilie 1924    | Aesop's Film Fables |                                    |
| 158 | An Ideal Farm              | Paul Terry  | 27 aprilie 1924    | Aesop's Film Fables | Farmer Al Falfa                    |
| 159 | Homeless Pup               | Paul Terry  | 4 mai 1924         | Aesop's Film Fables |                                    |
| 160 | When Winter Comes          | Paul Terry  | 11 mai 1924        | Aesop's Film Fables |                                    |
| 161 | Jealous Fisherman          | Frank Moser | 18 mai 1924        | Aesop's Film Fables | Primul film regizat de Frank Moser |
| 162 | Jolly Jail Bird            | Paul Terry  | 25 mai 1924        | Aesop's Film Fables |                                    |
| 163 | One Good Turn              | Paul Terry  | 1 iunie 1924       | Aesop's Film Fables |                                    |
| 164 | The Flying Carpet          | Paul Terry  | 8 iunie 1924       | Aesop's Film Fables |                                    |
| 165 | That Old Can of Mine       | Paul Terry  | 15 iunie 1924      | Aesop's Film Fables |                                    |
| 166 | The Organ Grinders         | Paul Terry  | 22 iunie 1924      | Aesop's Film Fables |                                    |
| 167 | Home Talent                | Paul Terry  | 29 iunie 1924      | Aesop's Film Fables |                                    |
| 168 | Body in the Bag            | Paul Terry  | 6 iulie 1924       | Aesop's Film Fables |                                    |
| 169 | Desert Sheiks              | Paul Terry  | 13 iulie 1924      | Aesop's Film Fables |                                    |
| 170 | A Woman's Honor            | Paul Terry  | 20 iulie 1924      | Aesop's Film Fables |                                    |
| 171 | The Sport of Kings         | Paul Terry  | 27 iulie 1924      | Aesop's Film Fables |                                    |
| 172 | Flying Fever               | Paul Terry  | 3 august 1924      | Aesop's Film Fables |                                    |
| 173 | Amelia Comes Back          | Paul Terry  | 10 august 1924     | Aesop's Film Fables |                                    |
| 174 | House Cleaning             | Paul Terry  | 17 august 1924     | Aesop's Film Fables |                                    |
| 175 | The Prodigal Pup           | Paul Terry  | 24 august 1924     | Aesop's Film Fables |                                    |
| 176 | Message from the Sea       | Paul Terry  | 31 august 1924     | Aesop's Film Fables |                                    |
| 177 | Barnyard Olympics          | Paul Terry  | 7 septembrie 1924  | Aesop's Film Fables | Farmer Al Falfa                    |
| 178 | In the Good Old Summertime | Paul Terry  | 14 septembrie 1924 | Aesop's Film Fables |                                    |
| 179 | The Mouse That Turned      | Paul Terry  | 21 septembrie 1924 | Aesop's Film Fables |                                    |
| 180 | Hawks of the Sea           | Paul Terry  | 28 septembrie 1924 | Aesop's Film Fables |                                    |
| 181 | Noah's Outing              | Paul Terry  | 5 octombrie 1924   | Aesop's Film Fables |                                    |
| 182 | Lighthouse by the Sea      | Paul Terry  | 12 octombrie 1924  | Aesop's Film Fables |                                    |
| 183 | Black Magic                | Paul Terry  | 19 octombrie 1924  | Aesop's Film Fables |                                    |
| 184 | Monkey Business            | Paul Terry  | 26 octombrie 1924  | Aesop's Film Fables |                                    |
| 185 | The Cat and the Magnet     | Paul Terry  | 2 noiembrie 1924   | Aesop's Film Fables | Farmer Al Falfa                    |
| 186 | Sharp Shooters             | Paul Terry  | 9 noiembrie 1924   | Aesop's Film Fables |                                    |
| 187 | She Knew Her Man           | Paul Terry  | 16 noiembrie 1924  | Aesop's Film Fables |                                    |
| 188 | Good Old Circus Days       | Paul Terry  | 23 noiembrie 1924  | Aesop's Film Fables |                                    |
| 189 | Lumber Jacks               | Paul Terry  | 30 noiembrie 1924  | Aesop's Film Fables |                                    |
| 190 | She's in Again             | Paul Terry  | 7 decembrie 1924   | Aesop's Film Fables | Farmer Al Falfa                    |
| 191 | Noah's Athletic Club       | Paul Terry  | 14 decembrie 1924  | Aesop's Film Fables |                                    |
| 192 | Mysteries of Old Chinatown | Paul Terry  | 21 decembrie 1924  | Aesop's Film Fables |                                    |
| 193 | Down on the Farm           | Paul Terry  | 28 decembrie 1924  | Aesop's Film Fables | Farmer Al Falfa                    |

## 1925
| Nr. | Titlu                     | Regia      | Data premierei     | Seria               | Observații      |
| --- | ------------------------- | ---------- | ------------------ | ------------------- | --------------- |
| 194 | On the Ice                | Paul Terry | 4 ianuarie 1925    | Aesop's Film Fables |                 |
| 195 | One Game Pup              | Paul Terry | 11 ianuarie 1925   | Aesop's Film Fables |                 |
| 196 | African Huntsmen          | Paul Terry | 18 ianuarie 1925   | Aesop's Film Fables |                 |
| 197 | Hold That Thought         | Paul Terry | 25 ianuarie 1925   | Aesop's Film Fables |                 |
| 198 | Biting the Dust           | Paul Terry | 1 februarie 1925   | Aesop's Film Fables |                 |
| 199 | Transatlantic Flight      | Paul Terry | 8 februarie 1925   | Aesop's Film Fables |                 |
| 200 | Bigger and Better Jails   | Paul Terry | 15 februarie 1925  | Aesop's Film Fables |                 |
| 201 | Fisherman's Luck          | Paul Terry | 22 februarie 1925  | Aesop's Film Fables |                 |
| 202 | Clean-Up Week             | Paul Terry | 1 martie 1925      | Aesop's Film Fables |                 |
| 203 | In Dutch                  | Paul Terry | 8 martie 1925      | Aesop's Film Fables | Farmer Al Falfa |
| 204 | Jungle Bike Riders        | Paul Terry | 15 martie 1925     | Aesop's Film Fables | Farmer Al Falfa |
| 205 | The Pie Man               | Paul Terry | 22 martie 1925     | Aesop's Film Fables |                 |
| 206 | At the Zoo                | Paul Terry | 29 martie 1925     | Aesop's Film Fables |                 |
| 207 | Housing Shortage          | Paul Terry | 5 aprilie 1925     | Aesop's Film Fables |                 |
| 208 | S.O.S.                    | Paul Terry | 12 aprilie 1925    | Aesop's Film Fables |                 |
| 209 | The Adventures of Adenoid | Paul Terry | 19 aprilie 1925    | Aesop's Film Fables |                 |
| 210 | Deep Stuff                | Paul Terry | 26 aprilie 1925    | Aesop's Film Fables |                 |
| 211 | Permanent Waves           | Paul Terry | 3 mai 1925         | Aesop's Film Fables |                 |
| 212 | Darkest Africa            | Paul Terry | 10 mai 1925        | Aesop's Film Fables |                 |
| 213 | A Fast Worker             | Paul Terry | 17 mai 1925        | Aesop's Film Fables |                 |
| 214 | Echoes from the Alps      | Paul Terry | 24 mai 1925        | Aesop's Film Fables |                 |
| 215 | Hot Times in Iceland      | Paul Terry | 31 mai 1925        | Aesop's Film Fables |                 |
| 216 | The Runt                  | Paul Terry | 7 iunie 1925       | Aesop's Film Fables |                 |
| 217 | The End of the World      | Paul Terry | 14 iunie 1925      | Aesop's Film Fables |                 |
| 218 | Runaway Balloon           | Paul Terry | 21 iunie 1925      | Aesop's Film Fables |                 |
| 219 | Office Help               | Paul Terry | 28 iunie 1925      | Aesop's Film Fables |                 |
| 220 | Wine, Women and Song      | Paul Terry | 5 iulie 1925       | Aesop's Film Fables |                 |
| 221 | When Men Were Men         | Paul Terry | 12 iulie 1925      | Aesop's Film Fables |                 |
| 222 | For the Love of a Gal     | Paul Terry | 19 iulie 1925      | Aesop's Film Fables |                 |
| 223 | Bugville Field Day        | Paul Terry | 26 iulie 1925      | Aesop's Film Fables |                 |
| 224 | Yarn About Yarn           | Paul Terry | 2 august 1925      | Aesop's Film Fables |                 |
| 225 | Bubbles                   | Paul Terry | 9 august 1925      | Aesop's Film Fables |                 |
| 226 | Soap                      | Paul Terry | 16 august 1925     | Aesop's Film Fables |                 |
| 227 | Over the Plate            | Paul Terry | 23 august 1925     | Aesop's Film Fables |                 |
| 228 | Window Washers            | Paul Terry | 30 august 1925     | Aesop's Film Fables | Farmer Al Falfa |
| 229 | Barnyard Follies          | Paul Terry | 6 septembrie 1925  | Aesop's Film Fables | Farmer Al Falfa |
| 230 | The Ugly Duckling         | Paul Terry | 13 septembrie 1925 | Aesop's Film Fables | Farmer Al Falfa |
| 231 | Nuts and Squirrels        | Paul Terry | 20 septembrie 1925 | Aesop's Film Fables |                 |
| 232 | Hungry Hounds             | Paul Terry | 27 septembrie 1925 | Aesop's Film Fables |                 |
| 233 | The Lion and the Monkey   | Paul Terry | 4 octombrie 1925   | Aesop's Film Fables |                 |
| 234 | The Hero Wins             | Paul Terry | 11 octombrie 1925  | Aesop's Film Fables |                 |
| 235 | Air-Cooled                | Paul Terry | 18 octombrie 1925  | Aesop's Film Fables |                 |
| 236 | Closer Than a Brother     | Paul Terry | 25 octombrie 1925  | Aesop's Film Fables | Farmer Al Falfa |
| 237 | Laundry Man               | Paul Terry | 26 octombrie 1925  | Aesop's Film Fables |                 |
| 238 | Wild Cats of Paris        | Paul Terry | 1 noiembrie 1925   | Aesop's Film Fables |                 |
| 239 | The Honor System          | Paul Terry | 8 noiembrie 1925   | Aesop's Film Fables |                 |
| 240 | More Mice Than Brains     | Paul Terry | 15 noiembrie 1925  | Aesop's Film Fables |                 |
| 241 | The Great Open Spaces     | Paul Terry | 22 noiembrie 1925  | Aesop's Film Fables |                 |
| 242 | A Day's Outing            | Paul Terry | 29 noiembrie 1925  | Aesop's Film Fables |                 |
| 243 | The Bonehead Age          | Paul Terry | 6 decembrie 1925   | Aesop's Film Fables |                 |
| 244 | The Haunted House         | Paul Terry | 13 decembrie 1925  | Aesop's Film Fables |                 |
| 245 | The English Channel Swim  | Paul Terry | 20 decembrie 1925  | Aesop's Film Fables |                 |
| 246 | Noah Had His Troubles     | Paul Terry | 27 decembrie 1925  | Aesop's Film Fables |                 |

## 1926
| Nr. | Titlu                   | Regia        | Data premierei     | Seria               | Observații                          |
| --- | ----------------------- | ------------ | ------------------ | ------------------- | ----------------------------------- |
| 247 | The Gold Push           | Paul Terry   | 3 ianuarie 1926    | Aesop's Film Fables |                                     |
| 248 | Three Blind Mice        | Paul Terry   | 10 ianuarie 1926   | Aesop's Film Fables |                                     |
| 249 | Lighter Than Air        | Paul Terry   | 17 ianuarie 1926   | Aesop's Film Fables |                                     |
| 250 | The Little Brown Jug    | Paul Terry   | 24 ianuarie 1926   | Aesop's Film Fables |                                     |
| 251 | The June Bride          | Paul Terry   | 31 ianuarie 1926   | Aesop's Film Fables |                                     |
| 252 | The Wind Jammers        | Paul Terry   | 7 februarie 1926   | Aesop's Film Fables | Farmer Al Falfa                     |
| 253 | Hunting in 1950         | Hugh Shields | 14 februarie 1926  | Aesop's Film Fables | Primul film regizat de Hugh Shields |
| 254 | The Wicked City         | Paul Terry   | 21 februarie 1926  | Aesop's Film Fables |                                     |
| 255 | The Mail Coach          | Paul Terry   | 28 februarie 1926  | Aesop's Film Fables |                                     |
| 256 | Spanish Love            | Paul Terry   | 7 martie 1926      | Aesop's Film Fables |                                     |
| 257 | The Fire Fighter        | Paul Terry   | 14 martie 1926     | Aesop's Film Fables |                                     |
| 258 | Up in the Air           | Frank Moser  | 21 martie 1926     | Aesop's Film Fables |                                     |
| 259 | Fly Time                | Paul Terry   | 28 martie 1926     | Aesop's Film Fables |                                     |
| 260 | The Merry Blacksmith    | Paul Terry   | 4 aprilie 1926     | Aesop's Film Fables |                                     |
| 261 | Big Hearted Fish        | Paul Terry   | 11 aprilie 1926    | Aesop's Film Fables |                                     |
| 262 | Hearts and Showers      | Paul Terry   | 18 aprilie 1926    | Aesop's Film Fables |                                     |
| 263 | Rough and Ready Romeo   | Paul Terry   | 25 aprilie 1926    | Aesop's Film Fables |                                     |
| 264 | Farm Hands              | Paul Terry   | 2 mai 1926         | Aesop's Film Fables | Farmer Al Falfa                     |
| 265 | The Shootin' Fool       | Paul Terry   | 9 mai 1926         | Aesop's Film Fables |                                     |
| 266 | An Alpine Flapper       | Paul Terry   | 16 mai 1926        | Aesop's Film Fables |                                     |
| 267 | Liquid Dynamite         | Paul Terry   | 23 mai 1926        | Aesop's Film Fables |                                     |
| 268 | A Bumper Crop           | Paul Terry   | 30 mai 1926        | Aesop's Film Fables |                                     |
| 269 | The Big Retreat         | Paul Terry   | 6 iunie 1926       | Aesop's Film Fables |                                     |
| 270 | Little Parade           | Paul Terry   | 13 iunie 1926      | Aesop's Film Fables |                                     |
| 271 | The Land Boom           | Paul Terry   | 20 iunie 1926      | Aesop's Film Fables | Farmer Al Falfa                     |
| 272 | Plumber's Life          | Paul Terry   | 27 iunie 1926      | Aesop's Film Fables |                                     |
| 273 | Jungle Sports           | Paul Terry   | 4 iulie 1926       | Aesop's Film Fables |                                     |
| 274 | Chop Suey and Noodles   | Paul Terry   | 11 iulie 1926      | Aesop's Film Fables |                                     |
| 275 | Pirates Bold            | Paul Terry   | 18 iulie 1926      | Aesop's Film Fables |                                     |
| 276 | Her Ben                 | Paul Terry   | 25 iulie 1926      | Aesop's Film Fables |                                     |
| 277 | Venus of Venice         | Paul Terry   | 1 august 1926      | Aesop's Film Fables |                                     |
| 278 | Dough Boys              | Paul Terry   | 8 august 1926      | Aesop's Film Fables | Farmer Al Falfa                     |
| 279 | The Last Ha Ha          | Paul Terry   | 15 august 1926     | Aesop's Film Fables | Farmer Al Falfa                     |
| 280 | Scrambled Eggs          | Paul Terry   | 22 august 1926     | Aesop's Film Fables | Farmer Al Falfa                     |
| 281 | Pests                   | Paul Terry   | 4 septembrie 1926  | Aesop's Film Fables |                                     |
| 282 | A Buggy Ride            | Paul Terry   | 11 septembrie 1926 | Aesop's Film Fables |                                     |
| 283 | Knight Out              | Paul Terry   | 17 septembrie 1926 | Aesop's Film Fables | Farmer Al Falfa                     |
| 284 | The Charleston Queen    | Paul Terry   | 19 septembrie 1926 | Aesop's Film Fables |                                     |
| 285 | Watered Stock           | Paul Terry   | 26 septembrie 1926 | Aesop's Film Fables |                                     |
| 286 | Why Argue?              | Paul Terry   | 3 octombrie 1926   | Aesop's Film Fables | Farmer Al Falfa                     |
| 287 | The Road House          | Paul Terry   | 10 octombrie 1926  | Aesop's Film Fables |                                     |
| 288 | Phoney Express          | Paul Terry   | 17 octombrie 1926  | Aesop's Film Fables |                                     |
| 289 | Gun Shy                 | Paul Terry   | 24 octombrie 1926  | Aesop's Film Fables |                                     |
| 290 | Home Sweet Home         | Paul Terry   | 31 octombrie 1926  | Aesop's Film Fables |                                     |
| 291 | Thru Thick and Thin     | Paul Terry   | 7 noiembrie 1926   | Aesop's Film Fables | Farmer Al Falfa                     |
| 292 | In Vaudeville           | Paul Terry   | 14 noiembrie 1926  | Aesop's Film Fables |                                     |
| 293 | Radio Controlled        | Paul Terry   | 21 noiembrie 1926  | Aesop's Film Fables |                                     |
| 294 | Buck Fever              | Paul Terry   | 28 noiembrie 1926  | Aesop's Film Fables | Farmer Al Falfa                     |
| 295 | Hitting the Rails       | Paul Terry   | 5 decembrie 1926   | Aesop's Film Fables |                                     |
| 296 | Bars and Stripes        | Paul Terry   | 12 decembrie 1926  | Aesop's Film Fables |                                     |
| 297 | School Days             | Paul Terry   | 19 decembrie 1926  | Aesop's Film Fables |                                     |
| 298 | Where Friendship Ceases | Paul Terry   | 26 decembrie 1926  | Aesop's Film Fables | Farmer Al Falfa                     |

## 1927
| Nr. | Titlu                    | Regia        | Data premierei     | Seria               | Observații                                          |
| --- | ------------------------ | ------------ | ------------------ | ------------------- | --------------------------------------------------- |
| 299 | The Musical Parrot       | Paul Terry   | 2 ianuarie 1927    | Aesop's Film Fables |                                                     |
| 300 | Sink or Swim             | Paul Terry   | 9 ianuarie 1927    | Aesop's Film Fables |                                                     |
| 301 | Chasing Rainbows         | Paul Terry   | 16 ianuarie 1927   | Aesop's Film Fables |                                                     |
| 302 | The Plow Boy's Revenge   | Paul Terry   | 23 ianuarie 1927   | Aesop's Film Fables |                                                     |
| 303 | Tit for Tat              | Paul Terry   | 30 ianuarie 1927   | Aesop's Film Fables |                                                     |
| 304 | In the Rough             | Paul Terry   | 6 februarie 1927   | Aesop's Film Fables |                                                     |
| 305 | The Crawl Stroke Kid     | Paul Terry   | 13 februarie 1927  | Aesop's Film Fables |                                                     |
| 306 | The Mail Pilot           | Paul Terry   | 20 februarie 1927  | Aesop's Film Fables |                                                     |
| 307 | Cracked Ice              | Paul Terry   | 27 februarie 1927  | Aesop's Film Fables | Farmer Al Falfa                                     |
| 308 | Taking the Air           | Paul Terry   | 6 martie 1927      | Aesop's Film Fables |                                                     |
| 309 | All for a Bride          | Paul Terry   | 13 martie 1927     | Aesop's Film Fables |                                                     |
| 310 | The Magician             | Paul Terry   | 20 martie 1927     | Aesop's Film Fables |                                                     |
| 311 | Keep Off the Grass       | Paul Terry   | 27 martie 1927     | Aesop's Film Fables |                                                     |
| 312 | The Medicine Man         | Paul Terry   | 3 aprilie 1927     | Aesop's Film Fables |                                                     |
| 313 | The Honor Man            | Paul Terry   | 10 aprilie 1927    | Aesop's Film Fables |                                                     |
| 314 | Anti-Fat                 | Paul Terry   | 17 aprilie 1927    | Aesop's Film Fables |                                                     |
| 315 | Pie-Eyed Piper           | Paul Terry   | 24 aprilie 1927    | Aesop's Film Fables |                                                     |
| 316 | A Fair Exchange          | Paul Terry   | 1 mai 1927         | Aesop's Film Fables |                                                     |
| 317 | Bubbling Over            | Paul Terry   | 8 mai 1927         | Aesop's Film Fables |                                                     |
| 318 | When Snow Flies          | Paul Terry   | 15 mai 1927        | Aesop's Film Fables | Farmer Al Falfa                                     |
| 319 | Horses, Horses, Horses   | Paul Terry   | 22 mai 1927        | Aesop's Film Fables |                                                     |
| 320 | Digging for Gold         | Paul Terry   | 29 mai 1927        | Aesop's Film Fables |                                                     |
| 321 | A Dog's Day              | Paul Terry   | 5 iunie 1927       | Aesop's Film Fables |                                                     |
| 322 | Hard Cider               | Paul Terry   | 12 iunie 1927      | Aesop's Film Fables |                                                     |
| 323 | Monkey Shines            | Paul Terry   | 15 iunie 1927*     | Aesop's Film Fables | Farmer Al Falfa                                     |
| 324 | Died in the Wool         | Paul Terry   | 19 iunie 1927      | Aesop's Film Fables |                                                     |
| 325 | One Man Dog              | Paul Terry   | 26 iunie 1927      | Aesop's Film Fables | Farmer Al Falfa                                     |
| 326 | Big Reward               | Paul Terry   | 3 iulie 1927       | Aesop's Film Fables |                                                     |
| 327 | Riding High              | Paul Terry   | 10 iulie 1927      | Aesop's Film Fables |                                                     |
| 328 | The Love Nest            | Paul Terry   | 17 iulie 1927      | Aesop's Film Fables |                                                     |
| 329 | Subway Sally             | Paul Terry   | 24 iulie 1927      | Aesop's Film Fables |                                                     |
| 330 | The Bully                | Paul Terry   | 31 iulie 1927      | Aesop's Film Fables |                                                     |
| 331 | Ant Life as It Isn't     | Paul Terry   | 7 august 1927      | Aesop's Film Fables |                                                     |
| 332 | Red Hot Sands            | Paul Terry   | 14 august 1927     | Aesop's Film Fables |                                                     |
| 333 | A Hole in One            | Paul Terry   | 21 august 1927     | Aesop's Film Fables | Farmer Al Falfa                                     |
| 334 | Hook, Line and Sinker    | Paul Terry   | 28 august 1927     | Aesop's Film Fables |                                                     |
| 335 | Small Town Sheriff       | Paul Terry   | 4 septembrie 1927  | Aesop's Film Fables | Farmer Al Falfa                                     |
| 336 | Cutting a Melon          | Paul Terry   | 11 septembrie 1927 | Aesop's Film Fables |                                                     |
| 337 | In Again, Out Again      | Paul Terry   | 18 septembrie 1927 | Aesop's Film Fables |                                                     |
| 338 | Human Fly                | Paul Terry   | 25 septembrie 1927 | Aesop's Film Fables |                                                     |
| 339 | River of Doubt           | Paul Terry   | 2 octombrie 1927   | Aesop's Film Fables |                                                     |
| 340 | All Bull and a Yard Wide | Paul Terry   | 9 octombrie 1927   | Aesop's Film Fables |                                                     |
| 341 | Lindy's Cat              | Paul Terry   | 16 octombrie 1927  | Aesop's Film Fables |                                                     |
| 342 | The Big Tent             | Paul Terry   | 23 octombrie 1927  | Aesop's Film Fables |                                                     |
| 343 | Brave Heart              | Paul Terry   | 30 octombrie 1927  | Aesop's Film Fables |                                                     |
| 344 | Signs of Spring          | Paul Terry   | 6 noiembrie 1927   | Aesop's Film Fables |                                                     |
| 345 | Saved by a Keyhole       | Paul Terry   | 13 noiembrie 1927  | Aesop's Film Fables |                                                     |
| 346 | The Fox Hunt             | Paul Terry   | 20 noiembrie 1927  | Aesop's Film Fables |                                                     |
| 347 | Flying Fishers           | Paul Terry   | 27 noiembrie 1927  | Aesop's Film Fables |                                                     |
| 348 | Carnival Week            | John Foster  | 4 decembrie 1927   | Aesop's Film Fables | Primul film regizat de John Foster                  |
| 349 | The Home Agent           | Paul Terry   | 7 decembrie 1927   | Aesop's Film Fables |                                                     |
| 350 | Rats in His Garrett      | Paul Terry   | 11 decembrie 1927  | Aesop's Film Fables |                                                     |
| 351 | Christmas Cheer          | Paul Terry   | 18 decembrie 1927  | Aesop's Film Fables |                                                     |
| 352 | A Horse's Tale           | Paul Terry   | 21 decembrie 1927  | Aesop's Film Fables |                                                     |
| 353 | The Junk Man             | Mannie Davis | 25 decembrie 1927  | Aesop's Film Fables | Primul film regizat de Mannie Davis Farmer Al Falfa |

## 1928
| Nr. | Titlu                     | Regia                    | Data premierei     | Seria                | Observații                                                      |
| --- | ------------------------- | ------------------------ | ------------------ | -------------------- | --------------------------------------------------------------- |
| 354 | The Broncho Buster        | Paul Terry, Frank Moser  | 1 ianuarie 1928    | Aesop's Film Fables  |                                                                 |
| 355 | A Short Circuit           | Paul Terry               | 8 ianuarie 1928    | Aesop's Film Fables  | Farmer Al Falfa                                                 |
| 356 | High Stakes               | Hugh Shields             | 15 ianuarie 1928   | Aesop's Film Fables  | Farmer Al Falfa                                                 |
| 357 | The Boy Friend            | Paul Terry               | 22 ianuarie 1928   | Aesop's Film Fables  |                                                                 |
| 358 | The Wandering Minstrel    | Harry Bailey             | 29 ianuarie 1928   | Aesop's Film Fables  | Primul film regizat de Harry Bailey                             |
| 359 | The Good Ship Nellie      | Frank Moser              | 5 februarie 1928   | Aesop's Film Fables  |                                                                 |
| 360 | Everybody's Flying        | John Foster              | 12 februarie 1928  | Aesop's Film Fables  |                                                                 |
| 361 | The Spider's Lair         | Mannie Davis             | 19 februarie 1928  | Aesop's Film Fables  |                                                                 |
| 362 | A Blaze of Glory          | Mannie Davis             | 26 februarie 1928  | Aesop's Film Fables  |                                                                 |
| 363 | The County Fair           | Paul Terry               | 4 martie 1928      | Aesop's Film Fables  |                                                                 |
| 364 | On the Ice                | Frank Moser              | 11 martie 1928     | Aesop's Film Fables  |                                                                 |
| 365 | The Son Shower            | Paul Terry               | 18 martie 1928     | Aesop's Film Fables  |                                                                 |
| 366 | Jungle Days               | John Foster              | 25 martie 1928     | Aesop's Film Fables  |                                                                 |
| 367 | Scaling the Alps          | Mannie Davis             | 1 aprilie 1928     | Aesop's Film Fables  |                                                                 |
| 368 | Barnyard Lodge Number One | Frank Moser              | 8 aprilie 1928     | Aesop's Film Fables  |                                                                 |
| 369 | A Battling Duet           | Paul Terry, Harry Bailey | 15 aprilie 1928    | Aesop's Film Fables  |                                                                 |
| 370 | The Flying Ape            | Paul Terry, John Foster  | 22 aprilie 1928    | Aesop's Film Fables  |                                                                 |
| 371 | Barnyard Artists          | Hugh Shields             | 29 aprilie 1928    | Aesop's Film Fables  |                                                                 |
| 372 | A Jungle Triangle         | Mannie Davis             | 6 mai 1928         | Aesop's Film Fables  |                                                                 |
| 373 | Coast to Coast            | Frank Moser              | 13 mai 1928        | Aesop's Film Fables  | Farmer Al Falfa                                                 |
| 374 | War Bride                 | Paul Terry, Harry Bailey | 20 mai 1928        | Aesop's Film Fables  |                                                                 |
| 375 | Happy Days                | Paul Terry               | 27 mai 1928        | Aesop's Film Fables  |                                                                 |
| 376 | The Flight That Failed    | Hugh Shields             | 3 iunie 1928       | Aesop's Film Fables  |                                                                 |
| 377 | Puppy Love                | Mannie Davis             | 10 iunie 1928      | Aesop's Film Fables  |                                                                 |
| 378 | Ride 'Em Cowboy           | Paul Terry               | 17 iunie 1928      | Aesop's Film Fables  |                                                                 |
| 379 | The Mouse's Bride         | Paul Terry               | 24 iunie 1928      | Aesop's Film Fables  | Farmer Al Falfa                                                 |
| 380 | City Slickers             | Harry Bailey             | 1 iulie 1928       | Aesop's Film Fables  |                                                                 |
| 381 | The Huntsman              | Frank Moser              | 8 iulie 1928       | Aesop's Film Fables  | Farmer Al Falfa                                                 |
| 382 | The Baby Show             | Mannie Davis             | 15 iulie 1928      | Aesop's Film Fables  |                                                                 |
| 383 | The Early Bird            | Paul Terry, John Foster  | 22 iulie 1928      | Aesop's Film Fables  |                                                                 |
| 384 | Outnumbered               | Hugh Shields             | 29 iulie 1928      | Aesop's Film Fables  |                                                                 |
| 385 | Static                    | Paul Terry               | 4 august 1928      | Aesop's Film Fables  | Farmer Al Falfa                                                 |
| 386 | Our Little Nell           | Frank Moser              | 5 august 1928      | Aesop's Film Fables  |                                                                 |
| 387 | Sunny Italy               | Mannie Davis             | 12 august 1928     | Aesop's Film Fables  |                                                                 |
| 388 | A Cross Country Run       | Harry Bailey             | 19 august 1928     | Aesop's Film Fables  |                                                                 |
| 389 | In the Bag                | Jerry Shields            | 26 august 1928     | Aesop's Film Fables  | Primul și ultimul film regizat de Jerry Shields Farmer Al Falfa |
| 390 | Alaska or Bust            | Paul Terry, Frank Moser  | 9 septembrie 1928  | Aesop's Film Fables  |                                                                 |
| 391 | Sunday on the Farm        | Paul Terry, John Foster  | 16 septembrie 1928 | Aesop's Film Fables  | Farmer Al Falfa                                                 |
| 392 | High Seas                 | Mannie Davis             | 23 septembrie 1928 | Aesop's Film Fables  |                                                                 |
| 393 | The Magnetic Bat          | Paul Terry               | 30 septembrie 1928 | Aesop's Film Fables  |                                                                 |
| 394 | Kill or Cure              | Hugh Shields             | 7 octombrie 1928   | Aesop's Film Fables  |                                                                 |
| 395 | Monkey Love               | Paul Terry, Mannie Davis | 14 octombrie 1928  | Aesop's Film Fables  |                                                                 |
| 396 | Dinner Time               | Paul Terry, John Foster  | 14 octombrie 1928  | Aesop's Sound Fables | Primul film Aesop's Sound Fables Farmer Al Falfa                |
| 397 | Big Game                  | Paul Terry, Harry Bailey | 21 octombrie 1928  | Aesop's Film Fables  |                                                                 |
| 398 | Laundry Man               | Paul Terry               | 4 noiembrie 1928   | Aesop's Film Fables  |                                                                 |
| 399 | Caught in the Draft       | Paul Terry               | 11 noiembrie 1928  | Aesop's Film Fables  |                                                                 |
| 400 | A Polar Flight            | Paul Terry               | 18 noiembrie 1928  | Aesop's Film Fables  |                                                                 |
| 401 | On the Links              | Paul Terry               | 25 noiembrie 1928  | Aesop's Film Fables  |                                                                 |
| 402 | The Fishing Fool          | Paul Terry               | 2 decembrie 1928   | Aesop's Film Fables  |                                                                 |
| 403 | Day Off                   | Paul Terry, John Foster  | 9 decembrie 1928   | Aesop's Film Fables  |                                                                 |
| 404 | Barnyard Politics         | Paul Terry, Hugh Shields | 16 decembrie 1928  | Aesop's Film Fables  | Farmer Al Falfa                                                 |
| 405 | Flying Hoofs              | Paul Terry, Harry Bailey | 23 decembrie 1928  | Aesop's Film Fables  |                                                                 |
| 406 | Stage Struck              | Paul Terry, John Foster  | 23 decembrie 1928  | Aesop's Sound Fables |                                                                 |
| 407 | Gridiron Demons           | Paul Terry, Frank Moser  | 28 decembrie 1928  | Aesop's Film Fables  |                                                                 |
| 408 | Mail Man                  | Paul Terry, Mannie Davis | 30 decembrie 1928  | Aesop's Film Fables  |                                                                 |

## 1929
| Nr. | Titlu                 | Regia                     | Data premierei     | Seria                | Observații                                                                                 |
| --- | --------------------- | ------------------------- | ------------------ | -------------------- | ------------------------------------------------------------------------------------------ |
| 409 | Land o' Cotton        | Paul Terry, Frank Moser   | 6 ianuarie 1929    | Aesop's Film Fables  |                                                                                            |
| 410 | White Elephant        | Paul Terry, Hugh Shields  | 13 ianuarie 1929   | Aesop's Film Fables  |                                                                                            |
| 411 | Snapping the Whip     | Paul Terry, Frank Moser   | 20 ianuarie 1929   | Aesop's Film Fables  | Farmer Al Falfa                                                                            |
| 412 | The Break of Day      | Paul Terry, Mannie Davis  | 27 ianuarie 1929   | Aesop's Film Fables  |                                                                                            |
| 413 | Sweet Adeline         | Paul Terry, Frank Moser   | 3 februarie 1929   | Aesop's Film Fables  |                                                                                            |
| 414 | Wooden Money          | Paul Terry, John Foster   | 10 februarie 1929  | Aesop's Film Fables  | Farmer Al Falfa                                                                            |
| 415 | Queen Bee             | Paul Terry, Hugh Shields  | 17 februarie 1929  | Aesop's Film Fables  | Ultimul film regizat de Hugh Shields                                                       |
| 416 | Grandma's House       | Paul Terry                | 24 februarie 1929  | Aesop's Film Fables  |                                                                                            |
| 417 | Back to the Soil      | Paul Terry                | 3 martie 1929      | Aesop's Film Fables  |                                                                                            |
| 418 | A Lad and His Lamp    | Paul Terry                | 10 martie 1929     | Aesop's Film Fables  |                                                                                            |
| 419 | The Big Burg          | Paul Terry, Frank Moser   | 10 martie 1929     | Aesop's Sound Fables |                                                                                            |
| 420 | The Black Duck        | Paul Terry                | 17 martie 1929     | Aesop's Film Fables  |                                                                                            |
| 421 | Foolish Follies       | John Foster, Harry Bailey | 17 martie 1929     | Aesop's Sound Fables |                                                                                            |
| 422 | The Big City          | Paul Terry                | 24 martie 1929     | Aesop's Film Fables  |                                                                                            |
| 423 | The Under Dog         | Paul Terry                | 31 martie 1929     | Aesop's Film Fables  |                                                                                            |
| 424 | The Cop's Bride       | Paul Terry                | 7 aprilie 1929     | Aesop's Film Fables  |                                                                                            |
| 425 | The Big Shot          | Paul Terry                | 12 aprilie 1929    | Aesop's Film Fables  |                                                                                            |
| 426 | The Water Cure        | Paul Terry                | 14 aprilie 1929    | Aesop's Film Fables  | Farmer Al Falfa                                                                            |
| 427 | Presto-Chango         | Paul Terry, Frank Moser   | 14 aprilie 1929    | Aesop's Sound Fables |                                                                                            |
| 428 | Fight Game            | Paul Terry                | 26 aprilie 1929    | Aesop's Film Fables  |                                                                                            |
| 429 | Homeless Cats         | Paul Terry                | 26 aprilie 1929    | Aesop's Film Fables  |                                                                                            |
| 430 | Skating Hounds        | Paul Terry, Mannie Davis  | 28 aprilie 1929    | Aesop's Sound Fables |                                                                                            |
| 431 | Little Game Hunter    | Paul Terry                | 5 mai 1929         | Aesop's Film Fables  |                                                                                            |
| 432 | Faithful Pup          | Paul Terry                | 12 mai 1929        | Aesop's Sound Fables |                                                                                            |
| 433 | Ball Park             | Paul Terry                | 19 mai 1929        | Aesop's Film Fables  |                                                                                            |
| 434 | Fish Day              | Paul Terry                | 26 mai 1929        | Aesop's Film Fables  |                                                                                            |
| 435 | Custard Pies          | Paul Terry                | 26 mai 1929        | Aesop's Sound Fables | Farmer Al Falfa                                                                            |
| 436 | Polo Match            | Paul Terry                | 2 iunie 1929       | Aesop's Film Fables  |                                                                                            |
| 437 | Snow Birds            | Paul Terry                | 3 iunie 1929       | Aesop's Film Fables  |                                                                                            |
| 438 | Wood Choppers         | Paul Terry                | 9 iunie 1929       | Aesop's Sound Fables |                                                                                            |
| 439 | April Showers         | Paul Terry                | 15 iunie 1929      | Aesop's Film Fables  |                                                                                            |
| 440 | Kidnapped             | Paul Terry                | 23 iunie 1929      | Aesop's Film Fables  |                                                                                            |
| 441 | Concentrate           | Paul Terry                | 23 iunie 1929      | Aesop's Sound Fables |                                                                                            |
| 442 | In His Cups           | Paul Terry                | 30 iunie 1929      | Aesop's Film Fables  |                                                                                            |
| 443 | The Cold Steel        | Paul Terry                | 7 iulie 1929       | Aesop's Film Fables  |                                                                                            |
| 444 | Jail Breakers         | Paul Terry                | 7 iulie 1929       | Aesop's Sound Fables |                                                                                            |
| 445 | By Land and Air       | John Foster               | 21 iulie 1929      | Aesop's Film Fables  |                                                                                            |
| 446 | House Cleaning Time   | Paul Terry                | 21 iulie 1929      | Aesop's Sound Fables | Farmer Al Falfa                                                                            |
| 447 | A Midsummer's Day     | Paul Terry                | 28 iulie 1929      | Aesop's Film Fables  |                                                                                            |
| 448 | Farmer's Goat         | John Foster               | 29 iulie 1929      | Aesop's Film Fables  | Farmer Al Falfa                                                                            |
| 449 | 3 Game Guys           | Paul Terry                | 4 august 1929      | Aesop's Film Fables  |                                                                                            |
| 450 | Bughouse College Days | Paul Terry                | 4 august 1929      | Aesop's Sound Fables |                                                                                            |
| 451 | Enchanted Flute       | Frank Moser               | 11 august 1929     | Aesop's Film Fables  |                                                                                            |
| 452 | Cabaret               | Frank Moser               | 14 august 1929     | Aesop's Film Fables  | Ultimul film regizat de Frank Moser                                                        |
| 453 | Wash Day              | Mannie Davis              | 18 august 1929     | Aesop's Film Fables  |                                                                                            |
| 454 | Stone Age Romance     | Paul Terry                | 18 august 1929     | Aesop's Sound Fables |                                                                                            |
| 455 | Fruitful Farm         | John Foster               | 22 august 1929     | Aesop's Film Fables  | Ultimul film Aesop's Film Fables Ultimul film distribuit de Pathé Exchange Farmer Al Falfa |
| 456 | The Big Scare         | Paul Terry                | 1 septembrie 1929  | Aesop's Sound Fables | Ultimul film regizat de Paul Terry Primul film distribuit de RKO Radio Pictures            |
| 457 | Jungle Fool           | John Foster, Mannie Davis | 15 septembrie 1929 | Aesop's Sound Fables | Farmer Al Falfa                                                                            |
| 458 | The Fly's Bride       | John Foster, Harry Bailey | 29 septembrie 1929 | Aesop's Sound Fables |                                                                                            |
| 459 | Summertime            | John Foster, Harry Bailey | 13 octombrie 1929  | Aesop's Sound Fables | Farmer Al Falfa                                                                            |
| 460 | Mill Pond             | John Foster               | 27 octombrie 1929  | Aesop's Sound Fables | Farmer Al Falfa                                                                            |
| 461 | Tuning In             | John Foster, Mannie Davis | 10 noiembrie 1929  | Aesop's Sound Fables | Farmer Al Falfa                                                                            |
| 462 | Barnyard Melody       | John Foster, Harry Bailey | 24 noiembrie 1929  | Aesop's Sound Fables | Farmer Al Falfa                                                                            |
| 463 | Night Club            | John Foster, Mannie Davis | 8 decembrie 1929   | Aesop's Sound Fables |                                                                                            |
| 464 | A Close Call          | John Foster, Harry Bailey | 22 decembrie 1929  | Aesop's Sound Fables |                                                                                            |

## 1930
| Nr. | Titlu               | Regia                     | Data premierei     | Seria                | Observații                      |
| --- | ------------------- | ------------------------- | ------------------ | -------------------- | ------------------------------- |
| 465 | The Iron Man        | John Foster, Harry Bailey | 4 ianuarie 1930*   | Aesop's Sound Fables | Ultimul film cu Farmer Al Falfa |
| 466 | Ship Ahoy           | John Foster               | 11 ianuarie 1930   | Aesop's Sound Fables |                                 |
| 467 | Singing Saps        | John Foster, Mannie Davis | 8 februarie 1930   | Aesop's Sound Fables |                                 |
| 468 | Sky Skippers        | John Foster, Harry Bailey | 15 februarie 1930  | Aesop's Sound Fables |                                 |
| 469 | Good Old Schooldays | John Foster, Mannie Davis | 7 martie 1930      | Aesop's Sound Fables |                                 |
| 470 | Dixie Days          | John Foster, Mannie Davis | 30 martie 1930     | Aesop's Sound Fables |                                 |
| 471 | Western Whoopee     | John Foster, Harry Bailey | 13 aprilie 1930    | Aesop's Sound Fables |                                 |
| 472 | The Haunted Ship    | John Foster, Mannie Davis | 27 aprilie 1930    | Aesop's Sound Fables |                                 |
| 473 | Oom Pah Pah         | John Foster, Harry Bailey | 11 mai 1930        | Aesop's Sound Fables |                                 |
| 474 | Noah Knew His Ark   | John Foster, Mannie Davis | 25 mai 1930        | Aesop's Sound Fables |                                 |
| 475 | A Bugville Romance  | John Foster, Harry Bailey | 8 iunie 1930       | Aesop's Sound Fables |                                 |
| 476 | A Romeo Robin       | John Foster, Mannie Davis | 22 iunie 1930      | Aesop's Sound Fables |                                 |
| 477 | Jungle Jazz         | John Foster, Harry Bailey | 6 iulie 1930       | Aesop's Sound Fables |                                 |
| 478 | Snow Time           | John Foster, Mannie Davis | 20 iulie 1930      | Aesop's Sound Fables |                                 |
| 479 | Hot Tamale          | John Foster, Harry Bailey | 3 august 1930      | Aesop's Sound Fables |                                 |
| 480 | Laundry Blues       | John Foster, Mannie Davis | 17 august 1930     | Aesop's Sound Fables |                                 |
| 481 | Frozen Frolics      | John Foster, Harry Bailey | 31 august 1930     | Aesop's Sound Fables |                                 |
| 482 | Farm Foolery        | John Foster, Mannie Davis | 14 septembrie 1930 | Aesop's Sound Fables |                                 |
| 483 | Circus Capers       | John Foster, Harry Bailey | 28 septembrie 1930 | Aesop's Sound Fables |                                 |
| 484 | Midnight            | John Foster, Mannie Davis | 12 octombrie 1930  | Aesop's Sound Fables |                                 |
| 485 | Big Cheese          | John Foster               | 26 octombrie 1930  | Aesop's Sound Fables |                                 |
| 486 | Gypped in Egypt     | John Foster, Mannie Davis | 9 noiembrie 1930   | Aesop's Sound Fables |                                 |
| 487 | The Office Boy      | John Foster, Harry Bailey | 23 noiembrie 1930  | Aesop's Sound Fables |                                 |
| 488 | Stone Age Stunts    | John Foster, Mannie Davis | 7 decembrie 1930   | Aesop's Sound Fables |                                 |
| 489 | The King of Bugs    | John Foster, Harry Bailey | 21 decembrie 1930  | Aesop's Sound Fables |                                 |

## 1931
| Nr. | Titlu                | Regia                         | Data premierei     | Seria                | Observații                                                           |
| --- | -------------------- | ----------------------------- | ------------------ | -------------------- | -------------------------------------------------------------------- |
| 490 | A Toytown Tale       | John Foster, Mannie Davis     | 4 ianuarie 1931    | Aesop's Sound Fables |                                                                      |
| 491 | Red Riding Hood      | John Foster, Harry Bailey     | 18 ianuarie 1931   | Aesop's Sound Fables |                                                                      |
| 492 | The Animal Fair      | John Foster, Mannie Davis     | 1 februarie 1931   | Aesop's Sound Fables |                                                                      |
| 493 | Cowboy Blues         | John Foster, Harry Bailey     | 15 februarie 1931  | Aesop's Sound Fables |                                                                      |
| 494 | Radio Racket         | John Foster, Mannie Davis     | 1 martie 1931      | Aesop's Sound Fables |                                                                      |
| 495 | College Capers       | John Foster, Harry Bailey     | 15 martie 1931     | Aesop's Sound Fables |                                                                      |
| 496 | The Old Hokum Bucket | John Foster, Mannie Davis     | 29 martie 1931     | Aesop's Sound Fables |                                                                      |
| 497 | Cinderella Blues     | John Foster, Harry Bailey     | 12 aprilie 1931    | Aesop's Sound Fables |                                                                      |
| 498 | Mad Melody           | John Foster, Mannie Davis     | 26 aprilie 1931    | Aesop's Sound Fables |                                                                      |
| 499 | The Fly Guy          | John Foster, Harry Bailey     | 10 mai 1931        | Aesop's Sound Fables |                                                                      |
| 500 | Play Ball            | John Foster, Mannie Davis     | 24 mai 1931        | Aesop's Sound Fables |                                                                      |
| 501 | Fisherman's Luck     | John Foster, Harry Bailey     | 13 iunie 1931      | Aesop's Sound Fables |                                                                      |
| 502 | Pale Face Pup        | John Foster, Mannie Davis     | 22 iunie 1931      | Aesop's Sound Fables |                                                                      |
| 503 | Making 'Em Love      | John Foster, Harry Bailey     | 5 iulie 1931       | Aesop's Sound Fables |                                                                      |
| 504 | Fun on Ice           | John Foster, Mannie Davis     | 19 iulie 1931      | Aesop's Sound Fables |                                                                      |
| 505 | Wot a Night          | John Foster, Vernon Stallings | 1 august 1931      | Tom and Jerry        | Primul film cu Tom and Jerry Primul film regizat de Vernon Stallings |
| 506 | Big Game             | John Foster                   | 3 august 1931      | Aesop's Sound Fables |                                                                      |
| 507 | Love in a Pond       | John Foster, Mannie Davis     | 17 august 1931     | Aesop's Sound Fables |                                                                      |
| 508 | Fly Hi               | John Foster, Harry Bailey     | 31 august 1931     | Aesop's Sound Fables |                                                                      |
| 509 | Polar Pals           | John Foster, George Rufle     | 4 septembrie 1931  | Tom and Jerry        | Primul film regizat de George Rufle                                  |
| 510 | The Family Shoe      | John Foster, Mannie Davis     | 14 septembrie 1931 | Aesop's Sound Fables |                                                                      |
| 511 | Fairyland Follies    | John Foster, Harry Bailey     | 28 septembrie 1931 | Aesop's Sound Fables |                                                                      |
| 512 | Trouble              | John Foster, Vernon Stallings | 10 octombrie 1931  | Tom and Jerry        |                                                                      |
| 513 | Horse Cops           | John Foster, John McManus     | 12 octombrie 1931  | Aesop's Sound Fables | Primul și ultimul film regizat de John McManus                       |
| 514 | Cowboy Cabaret       | John Foster, Mannie Davis     | 26 octombrie 1931  | Aesop's Sound Fables |                                                                      |
| 515 | In Dutch             | John Foster, Harry Bailey     | 9 noiembrie 1931   | Aesop's Sound Fables |                                                                      |
| 516 | Jungle Jam           | John Foster, George Rufle     | 14 noiembrie 1931  | Tom and Jerry        |                                                                      |
| 517 | The Last Dance       | John Foster, Mannie Davis     | 23 noiembrie 1931  | Aesop's Sound Fables |                                                                      |
| 518 | A Swiss Trick        | John Foster, Vernon Stallings | 19 decembrie 1931  | Tom and Jerry        |                                                                      |

## 1932
| Nr. | Titlu                    | Regia                         | Data premierei     | Seria                | Observații |
| --- | ------------------------ | ----------------------------- | ------------------ | -------------------- | ---------- |
| 519 | Toy Time                 | John Foster, Harry Bailey     | 27 ianuarie 1932   | Aesop's Sound Fables |            |
| 520 | Rocketeers               | John Foster, George Rufle     | 30 ianuarie 1932   | Tom and Jerry        |            |
| 521 | A Romeo Monk             | John Foster, Mannie Davis     | 20 februarie 1932  | Aesop's Sound Fables |            |
| 522 | Rabid Hunters            | John Foster, Vernon Stallings | 29 februarie 1932  | Tom and Jerry        |            |
| 523 | Fly Frolic               | John Foster, Harry Bailey     | 5 martie 1932      | Aesop's Sound Fables |            |
| 524 | The Cat's Canary         | John Foster, Mannie Davis     | 26 martie 1932     | Aesop's Sound Fables |            |
| 525 | In the Bag               | John Foster, George Rufle     | 26 martie 1932     | Tom and Jerry        |            |
| 526 | Joint Wipers             | John Foster, Vernon Stallings | 23 aprilie 1932    | Tom and Jerry        |            |
| 527 | Magic Art                | John Foster, Harry Bailey     | 25 aprilie 1932    | Aesop's Sound Fables |            |
| 528 | Happy Polo               | John Foster                   | 14 mai 1932        | Aesop's Sound Fables |            |
| 529 | Pots and Pans            | John Foster, George Rufle     | 14 mai 1932        | Tom and Jerry        |            |
| 530 | Spring Antics            | John Foster, Mannie Davis     | 21 mai 1932        | Aesop's Sound Fables |            |
| 531 | The Tuba Tooter          | John Foster, Vernon Stallings | 4 iunie 1932       | Tom and Jerry        |            |
| 532 | The Farmerette           | John Foster, Harry Bailey     | 11 iunie 1932      | Aesop's Sound Fables |            |
| 533 | Circus Romance           | John Foster, Harry Bailey     | 25 iunie 1932      | Aesop's Sound Fables |            |
| 534 | Plane Dumb               | John Foster, George Rufle     | 25 iunie 1932      | Tom and Jerry        |            |
| 535 | Stone Age Error          | John Foster, Mannie Davis     | 9 iulie 1932       | Aesop's Sound Fables |            |
| 536 | Chinese Jinks            | John Foster, Mannie Davis     | 23 iulie 1932      | Aesop's Sound Fables |            |
| 537 | Redskin Blues            | John Foster, Vernon Stallings | 23 iulie 1932      | Tom and Jerry        |            |
| 538 | The Ball Game            | John Foster, George Rufle     | 30 iulie 1932      | Aesop's Sound Fables |            |
| 539 | The Wild Goose Chase     | John Foster, Mannie Davis     | 12 august 1932     | Aesop's Sound Fables |            |
| 540 | Down in Dixie            | John Foster, Harry Bailey     | 16 august 1932     | Aesop's Sound Fables |            |
| 541 | Jolly Fish               | John Foster, Vernon Stallings | 19 august 1932     | Tom and Jerry        |            |
| 542 | Nursery Scandal          | John Foster, Harry Bailey     | 26 august 1932     | Aesop's Sound Fables |            |
| 543 | Bring 'Em Back Half Shot | John Foster, Mannie Davis     | 9 septembrie 1932  | Aesop's Sound Fables |            |
| 544 | Barnyard Bunk            | John Foster, George Rufle     | 16 septembrie 1932 | Tom and Jerry        |            |
| 545 | A Cat-Fish Romance       | John Foster, Mannie Davis     | 7 octombrie 1932   | Aesop's Sound Fables |            |
| 546 | A Spanish Twist          | John Foster, Vernon Stallings | 14 octombrie 1932  | Tom and Jerry        |            |
| 547 | Feathered Follies        | John Foster, Harry Bailey     | 21 octombrie 1932  | Aesop's Sound Fables |            |
| 548 | Venice Vamp              | John Foster, Mannie Davis     | 4 noiembrie 1932   | Aesop's Sound Fables |            |
| 549 | Piano Tooners            | John Foster, George Rufle     | 11 noiembrie 1932  | Tom and Jerry        |            |
| 550 | Hokum Hotel              | John Foster, Harry Bailey     | 12 noiembrie 1932  | Aesop's Sound Fables |            |
| 551 | Frisky Frolics           | John Foster, Mannie Davis     | 20 noiembrie 1932  | Aesop's Sound Fables |            |
| 552 | Pickaninny Blues         | John Foster, Mannie Davis     | 2 decembrie 1932   | Aesop's Sound Fables |            |
| 553 | Pencil Mania             | John Foster, Vernon Stallings | 9 decembrie 1932   | Tom and Jerry        |            |
| 554 | A Yarn of Wool           | John Foster, Harry Bailey     | 16 decembrie 1932  | Aesop's Sound Fables |            |
| 555 | Bugs and Books           | John Foster, Mannie Davis     | 30 decembrie 1932  | Aesop's Sound Fables |            |

## 1933
| Nr. | Titlu                 | Regia                            | Data premierei     | Seria                | Observații                                                                                               |
| --- | --------------------- | -------------------------------- | ------------------ | -------------------- | --- |
| 556 | Tightrope Tricks      | John Foster, George Rufle        | 6 ianuarie 1933    | Tom and Jerry        | |
| 557 | Silvery Moon          | John Foster, Mannie Davis        | 13 ianuarie 1933   | Aesop's Sound Fables | |
| 558 | Tumble Down Town      | John Foster, Harry Bailey        | 27 ianuarie 1933   | Aesop's Sound Fables | |
| 559 | The Magic Mummy       | John Foster, Vernon Stallings    | 7 februarie 1933   | Tom and Jerry        | |
| 560 | Opening Night         | Mannie Davis                     | 10 februarie 1933  | Cubby the Bear       | Primul film cu Cubby the Bear                                                                            |
| 561 | Panicky Pup           | John Foster, Harry Bailey        | 24 februarie 1933  | Aesop's Sound Fables | |
| 562 | Love's Labor Won      | John Foster, Mannie Davis        | 10 martie 1933     | Cubby the Bear       | Ultimul film regizat de John Foster                                                                      |
| 563 | The Last Mail         | Mannie Davis                     | 24 martie 1933     | Cubby the Bear       | |
| 564 | Happy Hoboes          | Vernon Stallings, George Rufle   | 31 martie 1933     | Tom and Jerry        | |
| 565 | Puzzled Pals          | Vernon Stallings, Frank Sherman  | 31 martie 1933     | Tom and Jerry        | Primul film regizat de Frank Sherman                                                                     |
| 566 | Runaway Blackie       | Harry Bailey                     | 7 aprilie 1933     | Aesop's Sound Fables | |
| 567 | Hook and Ladder Hokum | Vernon Stallings, Frank Tashlin  | 28 aprilie 1933    | Tom and Jerry        | Primul și ultimul film regizat de Frank Tashlin                                                          |
| 568 | Bubbles and Troubles  | Mannie Davis                     | 28 aprilie 1933    | Cubby the Bear       | |
| 569 | A Dizzy Day           | Harry Bailey                     | 5 mai 1933         | Aesop's Sound Fables | Primul film cu Sentinel Louie                                                                            |
| 570 | Barking Dogs          | Mannie Davis                     | 18 mai 1933        | Cubby the Bear       | |
| 571 | In the Park           | Frank Sherman, George Rufle      | 26 mai 1933        | Tom and Jerry        | |
| 572 | Bully's End           | Harry Bailey                     | 16 iunie 1933      | Aesop's Sound Fables | |
| 573 | Indian Whoopee        | Mannie Davis                     | 7 iulie 1933       | Cubby the Bear       | |
| 574 | Doughnuts             | Frank Sherman, George Rufle      | 10 iulie 1933      | Tom and Jerry        | |
| 575 | Fresh Ham             | Mannie Davis, Steve Muffati      | 12 iulie 1933      | Cubby the Bear       | Primul film regizat de Steve Muffati                                                                     |
| 576 | Rough on Rats         | Harry Bailey                     | 14 iulie 1933      | Aesop's Sound Fables | |
| 577 | The Phantom Rocket    | Frank Sherman, George Rufle      | 21 iulie 1933      | Tom and Jerry        | Ultimul film cu Tom and Jerry Ultimul film regizat de Frank Sherman Ultimul film regizat de George Rufle |
| 578 | A.M. to P.M.          | Harry Bailey                     | 28 iulie 1933      | Aesop's Sound Fables | Ultimul film Aesop's Sound Fables Ultimul film cu Sentinel Louie Ultimul film regizat de Harry Bailey    |
| 579 | The Nut Factory       | Mannie Davis                     | 4 august 1933      | Cubby the Bear       | Ultimul film regizat de Mannie Davis                                                                     |
| 580 | Cubby's World Flight  | Hugh Harman, Rudolf Ising        | 25 august 1933     | Cubby the Bear       | Primul film regizat de Hugh Harman Primul film regizat de Rudolf Ising                                   |
| 581 | The Fatal Note        | Vernon Stallings                 | 29 septembrie 1933 | The Little King      | Primul film cu The Little King                                                                           |
| 582 | Cubby's Picnic        | Steve Muffati                    | 6 octombrie 1933   | Cubby the Bear       | |
| 583 | Marching Along        | Vernon Stallings, James Tyer     | 27 octombrie 1933  | The Little King      | Primul film regizat de James Tyer                                                                        |
| 584 | The Gay Gaucho        | Rollin Hamilton, Thomas McKimson | 3 noiembrie 1933   | Cubby the Bear       | Primul și ultimul film regizat de Rollin Hamilton Primul și ultimul film regizat de Thomas McKimson      |
| 585 | On the Pan            | Vernon Stallings, James Tyer     | 24 noiembrie 1933  | The Little King      | |
| 586 | Galloping Fanny       | Steve Muffati                    | 1 decembrie 1933   | Cubby the Bear       | |
| 587 | Christmas Night       | James Tyer                       | 22 decembrie 1933  | The Little King      | |
| 588 | Croon Crazy           | Steve Muffati                    | 29 decembrie 1933  | Cubby the Bear       | |

## 1934
| Nr. | Titlu                       | Regia                       | Data premierei     | Seria           | Observații                                                                                              |
| --- | --------------------------- | --------------------------- | ------------------ | --------------- | --- |
| 589 | The Rasslin' Match          | Vernon Stallings            | 5 ianuarie 1934    | Amos and Andy   | Primul film cu Amos and Andy                                                                            |
| 590 | Jest of Honor               | Vernon Stallings            | 19 ianuarie 1934   | The Little King | |
| 591 | Sinister Stuff              | Steve Muffati               | 26 ianuarie 1934   | Cubby the Bear  | |
| 592 | The Lion Tamer              | Vernon Stallings            | 2 februarie 1934   | Amos and Andy   | Ultimul film cu Amos and Andy                                                                           |
| 593 | Jolly Good Felons           | Vernon Stallings            | 16 februarie 1934  | The Little King | |
| 594 | Goode Knight                | Vernon Stallings            | 23 februarie 1934  | Cubby the Bear  | |
| 595 | Sultan Pepper               | Vernon Stallings            | 16 martie 1934     | The Little King | |
| 596 | How's Crops                 | Vernon Stallings            | 23 martie 1934     | Cubby the Bear  | |
| 597 | A Royal Good Time           | Vernon Stallings            | 13 aprilie 1934    | The Little King | |
| 598 | Cubby's Stratosphere Flight | Vernon Stallings            | 20 aprilie 1934    | Cubby the Bear  | |
| 599 | Art for Art's Sake          | Vernon Stallings            | 11 mai 1934        | The Little King | |
| 600 | Mild Cargo                  | Vernon Stallings            | 18 mai 1934        | Cubby the Bear  | |
| 601 | Cactus King                 | Vernon Stallings            | 8 iunie 1934       | The Little King | Ultimul film cu The Little King                                                                         |
| 602 | Fiddlin' Fun                | Vernon Stallings            | 15 iunie 1934      | Cubby the Bear  | Ultimul film regizat de Vernon Stallings                                                                |
| 603 | Mischievous Mice            | Hugh Harman, Rudolf Ising   | 22 iunie 1934*     | Cubby the Bear  | Ultimul film cu Cubby the Bear Ultimul film regizat de Hugh Harman Ultimul film regizat de Rudolf Ising |
| 604 | Grandfather's Clock         | Burt Gillett, James Tyer    | 29 iunie 1934      | Toddle Tales    | Primul film Toddle Tales Primul film regizat de Burt Gillett                                            |
| 605 | Pastry Town Wedding         | Burt Gillett, Ted Eshbaugh  | 27 iulie 1934      | Rainbow Parades | Primul film Rainbow Parades Primul film regizat de Ted Eshbaugh                                         |
| 606 | Along Came a Duck           | Burt Gillett, Steve Muffati | 10 august 1934     | Toddle Tales    | Ultimul film regizat de Steve Muffati                                                                   |
| 607 | A Little Bird Told Me       | Burt Gillett, James Tyer    | 7 septembrie 1934  | Toddle Tales    | Ultimul film Toddle Tales Ultimul film regizat de James Tyer                                            |
| 608 | Parrotville Fire Department | Burt Gillett, Tom Palmer    | 14 septembrie 1934 | Rainbow Parades | Primul film cu Parrotville Primul film regizat de Tom Palmer                                            |

## 1935
| Nr. | Titlu                             | Regia                      | Data premierei     | Seria           | Observații                           |
| --- | --------------------------------- | -------------------------- | ------------------ | --------------- | ------------------------------------ |
| 609 | The Sunshine Makers               | Burt Gillett, Ted Eshbaugh | 11 ianuarie 1935   | Rainbow Parades |                                      |
| 610 | Parrotville Old Folks             | Burt Gillett, Tom Palmer   | 25 ianuarie 1935   | Rainbow Parades | Parrotville                          |
| 611 | Japanese Lanterns                 | Burt Gillett, Ted Eshbaugh | 8 martie 1935      | Rainbow Parades | Ultimul film regizat de Ted Eshbaugh |
| 612 | Spinning Mice                     | Burt Gillett, Tom Palmer   | 5 aprilie 1935     | Rainbow Parades |                                      |
| 613 | The Picnic Panic                  | Burt Gillett, Tom Palmer   | 3 mai 1935         | Rainbow Parades | Primul film cu Molly Moo-Cow         |
| 614 | The Merry Kittens                 | Burt Gillett, Tom Palmer   | 31 mai 1935        | Rainbow Parades |                                      |
| 615 | Parrotville Post-Office           | Burt Gillett, Tom Palmer   | 28 iunie 1935      | Rainbow Parades | Ultimul film cu Parrotville          |
| 616 | Rag Dog                           | Burt Gillett, Tom Palmer   | 19 iulie 1935      | Rainbow Parades |                                      |
| 617 | Hunters Are Coming                | Burt Gillett, Tom Palmer   | 9 august 1935      | Rainbow Parades | Molly Moo-Cow                        |
| 618 | Scotty Finds a Home               | Burt Gillett, Tom Palmer   | 23 august 1935     | Rainbow Parades |                                      |
| 619 | Bird Scouts                       | Burt Gillett, Tom Palmer   | 20 septembrie 1935 | Rainbow Parades |                                      |
| 620 | Molly Moo-Cow and the Butterflies | Burt Gillett, Tom Palmer   | 15 noiembrie 1935  | Rainbow Parades | Molly Moo-Cow                        |
| 621 | Molly Moo-Cow and the Indians     | Burt Gillett, Tom Palmer   | 15 noiembrie 1935  | Rainbow Parades | Molly Moo-Cow                        |
| 622 | Molly Moo-Cow and Rip Van Winkle  | Burt Gillett, Tom Palmer   | 17 decembrie 1935  | Rainbow Parades | Molly Moo-Cow                        |

## 1936
| Nr. | Titlu                              | Regia                    | Data premierei    | Seria           | Observații |
| --- | ---------------------------------- | ------------------------ | ----------------- | --------------- | --- |
| 623 | Toonerville Trolley                | Burt Gillett, Tom Palmer | 17 ianuarie 1936  | Rainbow Parades | Primul film cu Toonerville Trolley |
| 624 | The Goose That Laid the Golden Egg | Burt Gillett, Tom Palmer | 7 februarie 1936  | Rainbow Parades | Primul film cu Felix the Cat |
| 625 | Molly Moo-Cow and Robinson Crusoe  | Burt Gillett, Tom Palmer | 28 februarie 1936 | Rainbow Parades | Ultimul film cu Molly Moo-Cow |
| 626 | Neptune Nonsense                   | Burt Gillett, Tom Palmer | 20 martie 1936    | Rainbow Parades | Felix the Cat |
| 627 | Bold King Cole                     | Burt Gillett             | 29 mai 1936       | Rainbow Parades | Ultimul film cu Felix the Cat |
| 628 | A Waif's Welcome                   | Tom Palmer               | 19 iunie 1936     | Rainbow Parades | |
| 629 | Trolley Ahoy                       | Tom Palmer               | 3 iulie 1936      | Rainbow Parades | Toonerville Trolley |
| 630 | Cupid Gets His Man                 | Tom Palmer               | 24 iulie 1936     | Rainbow Parades | Ultimul film regizat de Tom Palmer |
| 631 | It's a Greek Life                  | Dan Gordon               | 2 august 1936     | Rainbow Parades | Primul și ultimul film regizat de Dan Gordon |
| 632 | Toonerville Picnic                 | Burt Gillett             | 2 octombrie 1936  | Rainbow Parades | Ultimul film Rainbow Parades Ultimul film cu Toonerville Trolley Ultimul film regizat de Burt Gillett Ultimul film distribuit de RKO Radio Pictures |